# Diomboss
Le Diomboss est un petit fleuve côtier du Sénégal qui se jette dans l'océan Atlantique dans la région naturelle du Sine Saloum.